# Galbani
Galbani è un gruppo alimentare italiano, produttore di mozzarelle, ricotta, burro, formaggi molli come la crescenza e formaggi semiduri (simili al provolone) nonché di salumi tradizionali italiani come prosciutti cotti, mortadelle, salami tipo Milano e Napoli, salamini dolci tipo cacciatorino e würstel, produzione questa alla quale l'azienda si è dedicata solo in un secondo momento. Dal 2006 il gruppo è controllato dalla multinazionale francese Lactalis.

## Storia
La Galbani ha origine nel 1882 dal caseificio di Davide ed Egidio Galbani, situato a Ballabio (già sede della rivale Locatelli), all'imbocco della Valsassina e successivamente trasferito a Maggianico; in un'epoca in cui in Italia la produzione casearia era per lo più di tipo artigianale e i prodotti erano commercializzati solo localmente, i Galbani si ispirarono ai prodotti francesi, che già allora erano esportati in Italia, e producevano una robiola simile al brie.
Nel 1896 Egidio Galbani si trasferì in una cascina di Melzo, per lavorarvi come lattaio; la zona era propizia per l'industria casearia grazie all'abbondanza di acque a per coltivare i foraggi. Dopo pochi anni realizzò un nuovo laboratorio, e nel 1900 fu costruito un vero e proprio stabilimento, là dove l'azienda avrebbe avuto il principale polo produttivo per i decenni a venire. Il primo grande successo risale al 1906 con il lancio del Bel Paese, un formaggio stagionato che prese il nome dall'omonimo libro di Antonio Stoppani, e che è diventato famoso in tutto il mondo. Agli anni venti risale l'acquisizione degli stabilimenti di Certosa di Pavia, che sorge a Guinzano, nel comune di Giussago proprio tra la Stazione di Certosa di Pavia e la Certosa di Pavia vera e propria (da cui presero il nome le crescenze Certosa e Certosino) e di quello di Corteolona.
Il successo della Galbani è dovuto anche all'efficiente flotta di camioncini e alla rete di depositi in grado di rifornire i numerosi punti vendita in cui è ancora frammentato il mercato dei latticini. L'azienda distribuisce i propri prodotti anche nei maggiori paesi europei, e in Giappone e negli Stati Uniti.
Nel 2008 l'azienda fu coinvolta in uno scandalo alimentare che coinvolgeva il commercio di prodotti frutto del riciclo di alimenti in avanzato stato di deperimento.
Dopo l'Invasione russa dell'Ucraina del 2022 Galbani continua a essere presente con i suoi prodotti nel mercato russo.

## I passaggi di proprietà

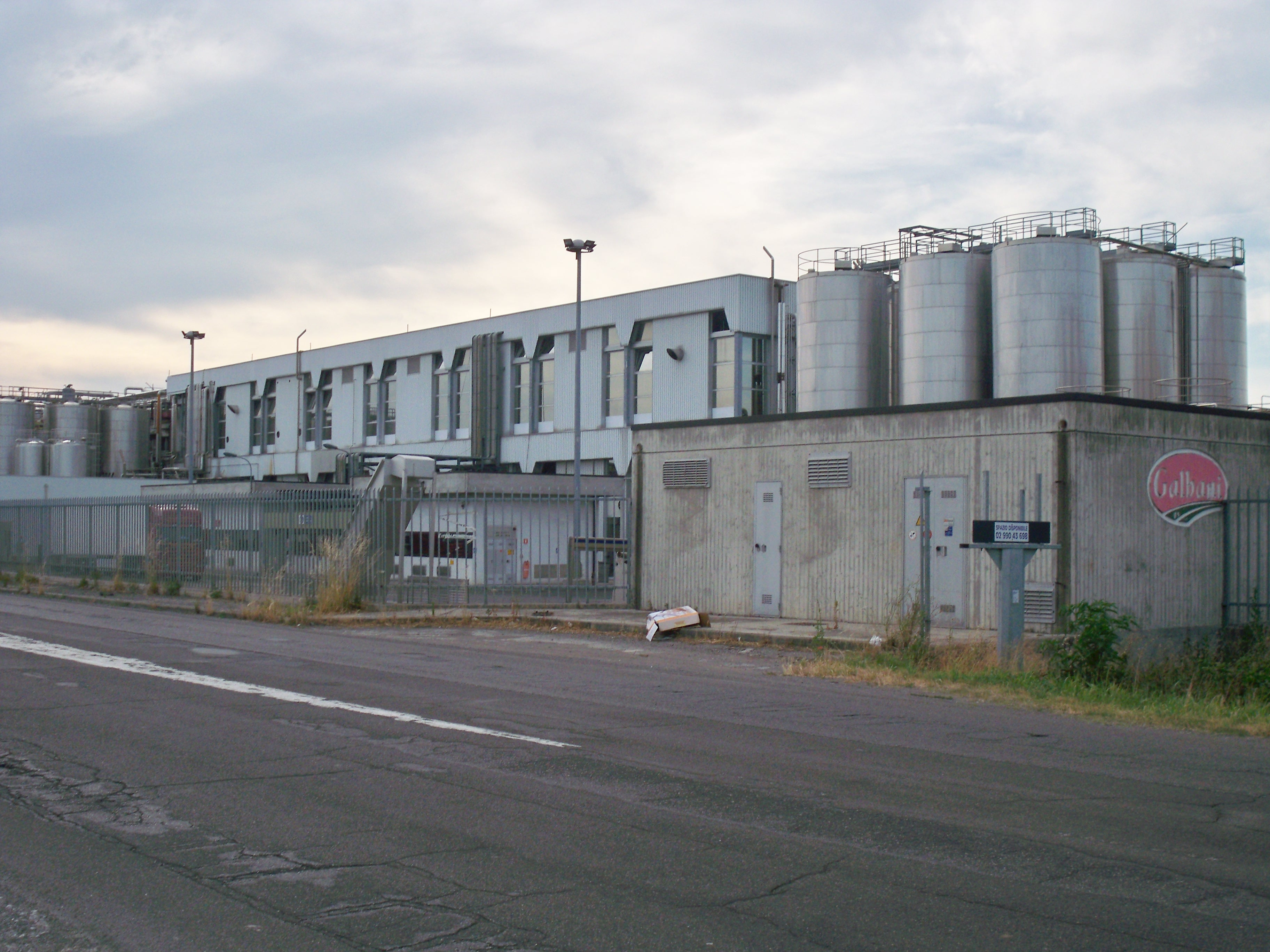
Lo stabilimento Galbani di Corteolona (PV)

Già negli anni trenta la Galbani apparteneva ad un ramo della famiglia Invernizzi di Melzo, imparentato con i proprietari dell'azienda omonima. Nel 1974 gli Invernizzi cedettero l'azienda a quattro finanziarie con sede nel Lussemburgo e nel Liechtenstein, con proprietari ignoti; negli anni settanta e ottanta l'identità dei proprietari della Galbani rimase sconosciuta. Il volto "pubblico" dell'azienda era l'amministratore delegato Luigi Campominosi, che assunse anche incarichi nell'associazione di categoria degli industriali caseari; nonostante questo, la riservatezza dell'azienda sull'assetto proprietario rimase assoluta.
Nel 1989 fu acquisita da IFIL e BSN-Danone, che nel corso degli anni rilevò progressivamente l'intera azienda. Nel 2002 Danone vendette al fondo di private equity Bc Partners, che operò una profonda riorganizzazione, esternalizzando la logistica e suddividendo l'azienda in tre entità:
- Egidio Galbani, che comprende le attività produttivo-industriali;
- BiG, che si occupa della vendita e della distribuzione;
- BiG Logistica, che gestisce il grande magazzino centrale di Ospedaletto Lodigiano.

Nel 2006 Bc Partners monetizzò il proprio investimento cedendo Galbani al gruppo lattiero-caseario francese Lactalis, che già aveva rilevato la proprietà di due storiche aziende casearie italiane come Invernizzi e Cademartori; nel 2008 si aggiunse anche la Locatelli.

## Poli produttivi
- Melzo (MI)
- Corteolona (PV)
- Certosa di Pavia (PV)
- Casale Cremasco (CR)
- Introbio (LC)